# Alcman
 (mai 2018).
Œuvres principales
- Parthénées

Alcman (en dorien Ἀλκμάν / Alkmán), poète lyrique grec du VIIe siècle av. J.-C. (v. -672 - v. -612).

## Notice biographique
Né à Sardes, en Lydie, il aurait été amené jeune à Sparte en tant qu'esclave. Là, selon la Souda, il est affranchi par son nouveau maître, Agésidas. Il est en activité à Sparte entre -672 et -612, où il remplit la fonction de compositeur et directeur des chants choraux ; son œuvre témoigne de l'éclat littéraire de Sparte à cette époque. Aristote rapporte, dans son Histoire des Animaux, qu'il est mort d'une contamination par les poux (phtiriasis ou pédiculose ?) occasionnant des lésions de la peau,.

## Fragments
Il écrit une poésie « érotique », c'est-à-dire traversée par érôs, terme que l'on peut traduire par l'élan érotique, le désir. C'est à cette catégorie qu'appartiennent ses Parthénées, hymnes composés en dialecte ionien pour des chœurs de jeunes filles et exécutés dans des contextes publics. Dans certains de ces poèmes méliques, les jeunes filles chantent le trouble érotique que leur inspire la chorège : c'est donc ici un témoignage d'amour érotique entre femmes, comme on peut le retrouver dans les poèmes et fragments de Sappho. Les jeunes filles expriment leur désir et admiration pour une autre femme, la chorège (directrice du chœur).
On lui attribue également l'invention de l'hexamètre crétois et du lyrisme choral en strophes. Il a contribué à fixer le dorien (dialecte de Sparte) et de la Grande-Grèce, comme langue de la lyrique chorale. Des papyrus ont conservé des fragments de poème ; trois strophes de parthénée, décrivant l'initiation d'une jeune fille nommée Agido, figurent dans le papyrus Louvre E 3320. Athénée a préservé dans son Banquet des Déipnosophistes des citations d'Alcman, parmi lesquelles des commentaires du poète sur son art, considéré comme une imitation du chant des oiseaux :

« Alcman a trouvé ces paroles

et de sa langue a sifflé

l'air en tressant la chanson des perdrix. »

— (Deipnosophistes [détail des éditions] (lire en ligne), IX, 389 f, trad. Philippe Brunet)

## Style
Seuls des fragments de ses œuvres ont subsisté. Alcman est l'un des premiers poètes du lyrisme amoureux, écrivant également des hymnes au mariage et des poèmes célébrant l'amour et le vin ; toutes ses créations semblent liées aux rites de la vie de la cité lacédémonienne.
Ses poèmes témoignent de la liberté, privée et publique, qu'avaient les Lacédémoniennes.
Réputé pour sa grâce et sa simplicité, Alcman figure en tête des neuf lyriques retenus par le Canon alexandrin d'Aristophane de Byzance et Aristarque de Samothrace.

## Éditions
- Alcman. Texte critique, témoignages, traduction et commentaire, Roma (Ateneo) 1984, LXV + 638 p.